# Чубатый ибис
Чуба́тый и́бис (лат. Lophotibis cristata) — птица из семейства ибисовых, единственный представитель рода чубатых ибисов (Lophotibis).

## Описание
Чубатый ибис длиной примерно 50 см. Основное оперение от коричневого до чёрно-коричневого цвета, передняя половина крыльев белого цвета. Голова чёрная с зеленоватым отблеском, оголённый участок лица за клювом и вокруг глаз красного цвета. На затылке перья хохолка чёрного цвета частично белые. Изогнутый книзу клюв желтоватого цвета.

## Распространение
Чубатый ибис — эндемик острова Мадагаскар.

## Питание
Питание чубатого ибиса состоит из насекомых и их личинок, червей, улиток и их яиц, саранчи, пауков, реже также из мелких млекопитающих, рептилий и амфибий. Птица ищет корм в парах или маленьких группах, шагая и глубоко прочищая своим клювом лесную почву.

## Размножение
Сезон гнездования приходится на сезон дождей, между сентябрём и январём. Большие гнёзда строит из веток, травы и листьев на горизонтальных ветвях или развилинах деревьев. Кладка состоит из 2 или 3 яиц.

## Подвиды
- L. c. cristata (Boddaert, 1783)
- L. c. urschi Lavauden, 1929